# Eumerus coeruleifrons
Eumerus coeruleifrons är en tvåvingeart som beskrevs av Keiser 1958. Eumerus coeruleifrons ingår i släktet månblomflugor, och familjen blomflugor.
Artens utbredningsområde är Sri Lanka. Inga underarter finns listade i Catalogue of Life.